# Luc Feit
Pour les articles homonymes, voir Feit.
Luc Feit, né le 28 juin 1962 à Luxembourg-Ville, est un acteur et réalisateur luxembourgeois.

## Biographie
Après sa formation de 1982 à 1985 à l'École supérieure de musique de Stuttgart, il a joué — après cinq ans d'engagement fixe — en tant qu'acteur indépendant, notamment à la Volksbühne Berlin/Ratten07, au Théâtre de la Colline à Paris, au Théâtre des Capucins et au Théâtre national du Luxembourg, ainsi qu'au Ruhrfestspiele (de) de Recklinghausen.
En février 2021, Feit sort du placard dans le cadre de l'initiative #actout du magazine Süddeutsche Zeitung avec 184 autres acteurs lesbiens, gays, bisexuels, queer, non-binaires et trans,.
Luc Feit vit à Berlin depuis 1992.

## Filmographie
- 1987 : Die Reise das Land (lb) de Frank Hoffmann et Paul Kieffer
- 1991 : Schacko Klak (lb) de Paul Kieffer (lb) et Frank Hoffmann (lb)
- 1992 : Dammentour (lb) de Paul Scheuer (lb)
- 1994 : Oben - Unten de Joseph Orr
- 1996 : Die blinde Kuh de Niklaus Schilling
- 1997 : Back in Trouble d'Andy Bausch
- 1999 : Nichts als die Wahrheit (de) (1999) de Roland Suso Richter
- 2001 : Sass de Carlo Rola
- 2001 : Frau2 sucht HappyEnd de Edward Berger
- 2002 : Le Club des chômeurs d'Andy Bausch
- 2004 : Parfum d'absinthe (Was nützt die Liebe in Gedanken) d'Achim von Borries
- 2006 : Esperanza de Zsolt Bács (de)
- 2006 : Lumen (lb) de Philip Koch (de)
- 2006 : Petits Secrets (Perl oder Pica) de Pol Cruchten
- 2009 : Magno Tripudio (lb) de Georges Fautsch (lb)
- 2009 : Réfractaire de Nicolas Steil
- 2010 : Trouble no more (lb) d'Andy Bausch
- 2012 : Die Erfindung der Liebe (lb) de Lola Randl (de)
- 2012 : Le Secret de Mélusine (Schatzritter) de Laura Schroeder
- 2012 : Angle mort (Doudege Wénkel) de Christophe Wagner
- 2013 : Oorlogsgeheimen (nl) de Dennis Bots
- 2013 : Monuments Men (The Monuments Men) de George Clooney
- 2013 : La Confrérie des larmes de Jean-Baptiste Andrea
- 2014 : Fieber d'Elfi Miksch
- 2014 : Die dunkle Seite des Mondes (lb) de Stephan Rick (de)
- 2015 : Demain, après la guerre (Eng nei Zäit) de Christophe Wagner
- 2016 : Die Nacht der 1000 Stunden (lb) de Virgil Widrich
- 2016 : Egon Schiele (Egon Schiele:Tod und Mädchen) de Dieter Berner (de)
- 2017 : Rusty Boys (lb) d'Andy Bausch avec André Jung et Pol Greisch (lb)
- 2018 : L'Œuvre sans auteur (Werk ohne Autor) de Florian Henckel von Donnersmarck avec Tom Schilling et Sebastian Koch
- 2018 : Superjhemp Retörns de Félix Koch (lb) avec André Jung an Désirée Nosbusch
- 2019 : De Buttek (lb) de Luc Feit avec André Jung et Germain Wagner (lb)
- 2022 : Der Passfälscher (lb) (2022) de Maggie Peren
- 2023 : Little Duke (lb) d'Andy Bausch